# Broadcasting & Cable
Broadcasting & Cable es una revista sobre comercios en la industria de televisión, publicada por NewBay Media. Sus nombres anteriores incluyeron Broadcasting-Telecasting, Broadcasting and Broadcast Advertising, y Broadcasting. Broadcasting fue publicada de frecuencia bisemanal hasta enero de 1941, y de manera semanal a partir de entonces.

## Historia
Broadcasting era fundada en Washington D. C. por Martin Codel, Sol Taishoff, y Harry Shaw (el último siendo el presidente anterior de la National Association of Broadcasters), y su primera edición fue publicada el 15 de octubre de 1931. Originalmente, Shaw fue el publicador, Codel fue el editor, y Taishoff fue el editor gerente, pero cuando Shaw jubiló, Codel se convirtió en el publicador, y Taishoff asumió el cargo de editor jefe. (Taishoff había sucedido Codel escribiendo la columna radiofónica para la Consolidated Press Association, ambos hombres usando el seudónimo "Robert Mack"; los dos unieron mientras cubrir la radio en Washington.) Los hombres operaron bajo el nombre corporativo de Broadcasting Publications, Inc., pero después de la salida de Shaw, la compañía pertenecía a Codel, Taishoff, y sus esposas. Codel dejó la revista en enero de 1943 para trabajar en relaciones públicas para la Cruz Roja en la Campaña en África del Norte durante la Segunda Guerra Mundial, pero permaneció en la mancheta como publicador hasta junio de 1944, punto en el cual Taishoff y su esposa compró la interés de los Codels en la revista. Taishoff luego asumió el puesto de publicador en adición a él de editor.
Broadcasting fusionó con Broadcast Advertising en 1932, con The Broadcast Reporter en 1933, y con Telecast en 1953. El título se cambió a Broadcasting-Telecasting comenzando con la edición del 26 de noviembre de 1945; Telecasting fue retirado de la portada de la revista el 14 de octubre de 1957, pero permaneció en la mancheta hasta el 5 de enero de 1959. Se mantuvo el título Broadcasting desde entonces hasta los años 1990, cuando el nombre Broadcasting & Cable se acuñó.
En 2009, Reed Business Information vendió Broadcasting & Cable, junto con TWICE y Multichannel News, a NewBay Media, que permanece como el propietario actual hasta la fecha.